# Marco Crimi
Marco Crimi (Messina, 17 maart 1990) is een Italiaans voetballer, die bij voorkeur als middenvelder speelt. Hij speelde in de Serie A voor Bari, Bologna en Carpi.

## Clubcarrière
Crimi speelde in de jeugd bij ACR Messina. In het seizoen 2008-2009 debuteerde hij in het profvoetbal tijdens zijn verhuurperiode aan Igea Virtus, destijds uitkomend in de Lega Pro Seconda Divisione. Bij Bari, destijds nog spelend in de Serie A, debuteerde hij op 10 november 2010 tegen Chievo Verona. Hij kwam één minuut voor tijd het veld in. Twee weken later begon hij tegen Catania voor het eerst in de basis en speelde hij 84 minuten. Begin 2011 werd Crimi enkele maanden verhuurd aan Grosseto. Na de verhuurperiode besloot de club hem definitief te binden en lichtte de koopoptie in het contract toe. De club verhuurde hem in de tweede helft van het seizoen 2013/14 aan Latina, waarna de club besloot hem definitief te binden.
In augustus 2015 tekende hij een contract tot medio 2019 bij Bologna, dat hem overnam van Latina Calcio. Dit betekende voor hem een terugkeer in de Serie A, na een afwezigheid van vijf jaar. Hij maakte zijn debuut voor de club op 22 augustus 2015 in een competitiewedstrijd tegen Lazio. Het bleef echter bij deze ene wedstrijd voor Crimi. Gedurende de tweede helft van het seizoen 2015/16 werd Crimi verhuurd aan Carpi, dat hem vervolgens besloot te kopen. De club verhuurde hem in 2017 aan Cesena, dat na de huurperiode de optie tot koop in het contract lichtte. Op 31 augustus 2017 maakte hij de overstap naar Virtus Entella.

## Interlandcarrière
Crimi speelde van 2011 tot 2013 interlands voor Italië onder 21. Tijdens het EK onder 21 in 2013 speelde hij tevens mee. In de finale werd 2-4 verloren van Spanje onder 21.